# Sindrome da anticorpi antifosfolipidi
La sindrome da anticorpi antifosfolipidi o sindrome antifosfolipidica, abbreviato SAFL o SAF, o sindrome antifosfolipidica, nota anche come sindrome di Hughes (in inglese antiphospholipid antibody syndrome o APLS) è una malattia autoimmune acquisita, definita come una malattia dove si possono manifestare sia trombosi venose e arteriose, ma anche entrambe. Venne studiata dalla fine del XX secolo come causa potenziale di trombosi, aborti ricorrenti, alterazioni del sangue e della pelle. Oggi la sindrome è considerata una patologia più complessa, con manifestazioni neurologiche, cardiache e vascolari diverse, che possono mimare altre condizioni, autoimmuni e non. Può manifestarsi in corso di altre malattie (SAFL secondaria) o può restare come una forma a sé stante (SAFL primaria)

## Diagnosi
La diagnosi si basa su alterazioni di laboratorio (presenza di anticorpi anti-cardiolipina, anticoagulante lupico, anti-β2-glicoproteina I o altri antifosfolipidi) e manifestazioni cliniche (patologie della gravidanza, trombosi venosa o arteriosa).
L'insieme di questi elementi, che sono stati definiti in dettaglio durante il Congresso Internazionale di Sapporo nel 1998 ed aggiornati in seguito alle nuove evidenze, possono indirizzare verso una diagnosi della SAFL.
Lo sviluppo nella diagnostica della sindrome da anticorpi antifosfolipidi, negli anni 2010 ha dimostrato che un profilo di anticorpi può essere utile nella differenziazione clinica tra pazienti con SAFL e pazienti con trombosi arteriosa o venosa. Dal 2014 con un saggio di Immuno DOT per antifosfolipidi, contenente dieci differenti fosfolipidi o proteine leganti i fosfolipidi, vi è una nuova possibilità di misurazione del fattore di rischio in pazienti con SAFL. Mediante questo saggio è possibile misurare in siero, grazie ad una distribuzione ottimale di epitopi su membrana idrofobica, simultaneamente anti-cardiolipina, anti-ß2-GP1, fosfatidilinositolo, fosfatidilserina, fosfatidilcolina, fosfatidiletanolammina, fosfatidilglicerolo, acido fosfatidico, annexina V e protrombina (IgG e/o IgM) con una sensibilità superiore rispetto alle due ELISA usualmente raccomandate. Questi risultati sono stati confermati in uno studio multicentrico mostrando una marcata associazione tra anticorpi antifosfolipidi e la manifestazione di SAFL generale o associata con specifiche complicazioni (per es. poliabortività o accidente cerebrovascolare).

## Terapia
Le terapie si basano soprattutto sulla prevenzione delle recidive trombotiche, effettuata con farmaci anticoagulanti o antiaggreganti piastrinici. In gravidanza ed in forme della SAFL meno frequenti ci sono altri farmaci disponibili, oltre a quelli usati in conseguenza degli eventi clinici.